# مات دراموند
مات دراموند (بالإنجليزية: Matt Drummond)‏ هو مشرف مؤثرات بصرية وكاتب سيناريو ومخرج أسترالي، ولد في 24 يونيو 1973 في سيدني في أستراليا.

## روابط خارجية
- مات دراموند على موقع IMDb (الإنجليزية)